# Rhynchorhina mauritaniensis
Rhynchorhina mauritaniensisは、シノノメサカタザメ科に属するエイの一種。
Rhynchorhina 属は単型である。モーリタニアのバン・ダルガン国立公園内の浅瀬のみから知られている。

## 解説
背面は灰色から緑褐色で、密な白い斑点に覆われる。捕獲された最大の個体は全長2.24メートルだが、2.75メートルに達する個体の目撃例もある。同所に生息するトンガリサカタザメ属のRhynchobatus luebbertiと全体的に似ているが、シノノメサカタザメのような円い吻を持つ点が異なる。この両者と共通する特徴を持つため、それぞれの属名 Rhynchobatus と Rhinaを合わせRhynchorhina という属名が付けられた。
現地のイムラゲン人には古くから知られていたが、最初に科学者の目に留まったのは1998年で、記載されたのは2016年のことだった。
生態についてはほぼ知られていないが、2月に捕獲された2メートルの雌から成熟した卵母細胞が見つかっている。胃の中からはエビやウツボが発見されている。